# Ruisseau Klock
Pour les articles homonymes, voir Klock.
Le ruisseau Klock est un affluent du Lac Simard (rivière des Outaouais), coulant dans la municipalité de Laforce, dans la municipalité régionale de comté (MRC) de Témiscamingue, dans la région administrative de l’Abitibi-Témiscamingue, au Québec, au Canada.
Le ruisseau Klock coule en territoire forestier. La foresterie constitue les principales activités économiques de ce bassin versant ; les activités récréotouristiques, en second.
Annuellement, la surface de la rivière est habituellement gelée de la mi-novembre à la mi-avril, toutefois la circulation sécuritaire sur la glace se fait généralement de la mi-décembre à la fin mars.

## Géographie
Le ruisseau Klock prend sa source à l’embouchure du lac Devlin (longueur : 6,0 km ; largeur : 3,3 km ; altitude : 315 m) dans la municipalité de Laforce. Ce lac draine des zones de marais notamment tout au long de sa rive sud-est et la partie inférieure de ce bassin versant.
L’embouchure du lac Devlin se situe à :
- 6,5 km au sud-est de l’embouchure du ruisseau Klock ;
- 20,4 km au sud-est de l’embouchure du lac Simard ;
- 11,2 km au nord du village de Belleterre[1].

Les principaux bassins versants voisins du ruisseau Klock sont :
- côté nord : lac Simard, lac Grassy, rivière des Outaouais ;
- côté est : ruisseau Rave, rivière Marécageuse, lac Soufflot, rivière aux Sables ;
- côté sud : rivière aux Sables, rivière Saseginaga, rivière Blondeau ;
- côté ouest : Lac aux Sables, ruisseau Girard, rivière des Outaouais, lac des Quinze, rivière Blondeau.

À partir de l’embouchure du lac Devlin (situé au nord-ouest du lac), le ruisseau Klock coule sur 11,1 km surtout en zone de marais, selon les segments suivants :
- 0,8 km vers le nord, jusqu’à un ruisseau (venant du nord-est) qui constitue la décharge du lac Thérien ;
- 8,0 km vers le nord-est en zigzaguant en zone de marais, puis en traversant plusieurs séries de rapides dans la seconde moitié de ce segment, jusqu’à un ruisseau (venant du sud) ;
- 2,3 km vers le nord, jusqu’à son embouchure[2].

Le ruisseau Klock se décharge au fond de baie Klock sur la rive sud du lac Simard. La partie nord-ouest de ce dernier est traversée vers l’ouest par la rivière des Outaouais. De là, cette dernière coule vers le sud-ouest, puis le nord-ouest, avant de traverser la Centrale des Rapides-des-Quinze, puis le lac Témiscamingue.
L’embouchure du ruisseau Klock est localisée à :
- 16,9 km à l’est du centre du village de Moffet ;
- 14,1 km au sud-est de l’embouchure du lac Simard ;
- 54,7 km à l’est du lac Témiscamingue ;
- 38,5 km à l’est de l’embouchure du lac des Quinze (Barrage des Quinze) sur la rivière des Outaouais.

## Toponymie
Le mot Klock constitue un patronyme de famille d’origine anglaise.
Le toponyme ruisseau Klock a été officialisé le 5 mars 1968 à la Commission de toponymie du Québec, soit lors de la création de cette commission.